# Johann Christian Götze

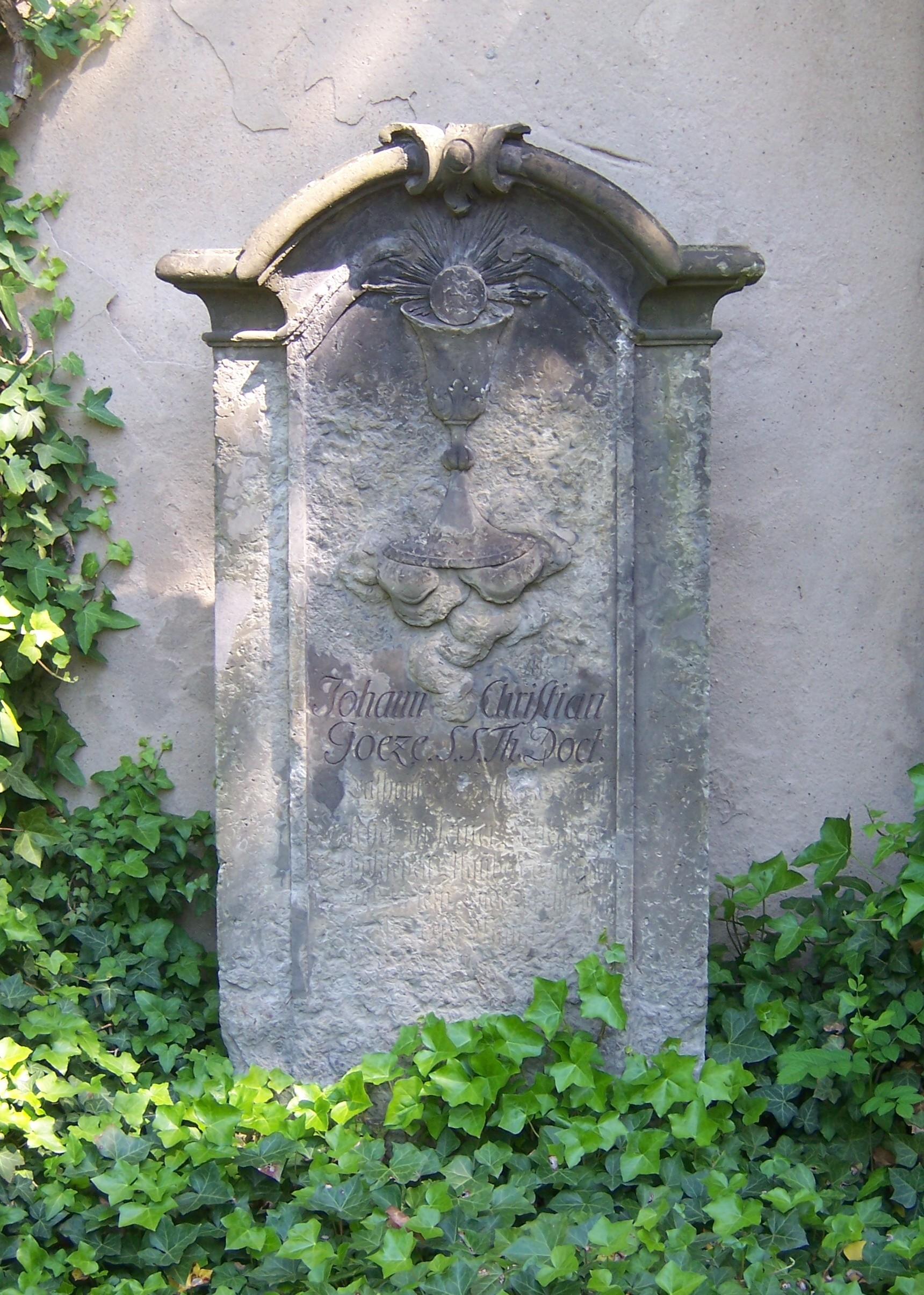
Grab Götzes auf dem Alten Katholischen Friedhof in Dresden

Johann Christian Götze (* 13. August 1692 in Hohburg bei Wurzen; † 5. Juni 1749 in Dresden) war ein deutscher Theologe und Bibliothekar.

## Leben
Götze wurde 1692 als Sohn des evangelischen Pfarrers Christian Götze (1658–1742) in Hohburg geboren. Er besuchte die Nicolaischule in Leipzig und studierte ab seinem 16. Lebensjahr an der Universität Leipzig. In Leipzig lebte er bei seinem Onkel, dem Vorsteher der Ratsbibliothek, in der sich Götze intensiv mit Schriften zum Katholizismus beschäftigte. Im Jahr 1711 trat er in Dresden zum katholischen Glauben über. Er ging im selben Jahr nach Wien als Konviktor im Kaiserlichen Kollegium der Convictores zu St. Barbara und anschließend bis 1717 nach Rom, wo er am deutschen und ungarischen Kollegium zu S. Apollinaris studierte. Im Jahr 1717 wurde ihm durch das „römische Archigymnasium … die höchste Würde in der Theologie und Philosophie [verliehen].“
Im Jahr 1717 wurde Götze in Wien Erster Kaplan des Kurprinzen Friedrich August von Sachsen. Nach dem Tod Augusts des Starken ernannte er ihn nun als Kurfürst Friedrich August II. zum Hofgeistlichen und übertrug ihm 1734 die Oberaufsicht über die kurfürstliche Bibliothek.

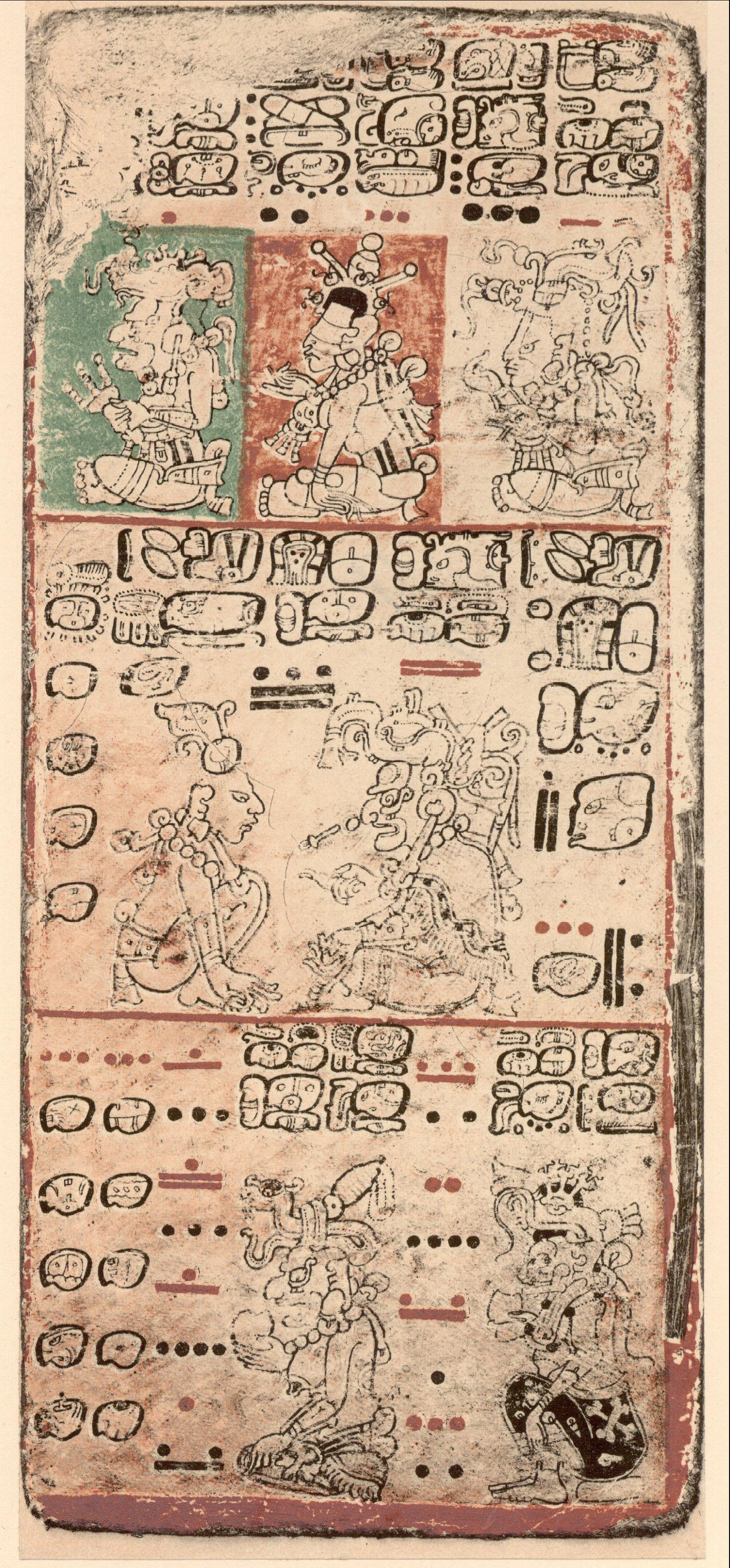
Seite 9 der von Götze erworbenen Maya-Handschrift

Götze stand in regem schriftlichen Austausch mit den bedeutendsten Persönlichkeiten seiner Zeit. In seiner Funktion als Oberinspektor der königlichen Bibliothek unternahm er zudem zahlreiche Reisen ins In- und Ausland, wo er Bücher für die Bibliothek erwarb. Im Jahr 1737 erstand er so große Teile der Bibliothek von Johann Gottfried Sellius († 1767) und ein Jahr später Werke der polnischen und preußischen Geschichte aus der Bibliotheca Brauniana des David Braun. Bei einer Reise nach Italien und Österreich im Jahre 1739 entdeckte Götze bei einem Wiener Privatmann eine Handschrift, die er „als eine unbekannte Sache gar leicht umsonst erhalten“ hat. Er beschrieb die Handschrift in seinem Werk Die Merckwürdigkeiten der Königlichen Bibliotheck zu Dreßden:

„Ein Mexicanisches Buch mit unbekannten Charactern und Hieroglyphischen Figuren auf beyden Seiten beschrieben, und mit allerhand Farben bemahlet, in länglicht Octav, ordentlich in Falten oder 39. Blätter zusammen geleget, die ausgebreitet der Länge nach über sechs Ellen austragen.“

Er brachte die heute als Codex Dresdensis bekannte 39-seitige Maya-Handschrift mit nach Dresden und versuchte sich fünf Jahre lang vergeblich an der Übersetzung der Schrift. Dies gelang nach Vorarbeiten von Juri Knorosow im Jahr 1952 erst 1970 vollständig. Die Maya-Handschrift ist einer von weltweit vier noch existierenden Maya-Codices und gilt als eine der wertvollsten Handschriften im Besitz der SLUB Dresden.
Eine weitere Reise Götzes nach Österreich und Italien im Jahr 1747 führte unter anderem zu Ankäufen von Teilen der Bibliothek des Schriftstellers Giovanni Sagredo (1616–1691) für die königliche Bibliothek. Götze war zu Lebzeiten sowohl bei Katholiken als auch bei Protestanten hoch geachtet. Er starb 1749 in Dresden. Sein Grab befindet sich auf dem dortigen Alten Katholischen Friedhof.

## Werke
- Christliche Zubereitung zu einem seligen Ende, durch Glauben, Hofnung, Liebe, volkommene Reue und Ergebung in den göttlichen Willen (Übersetzung aus dem Italienischen, 1737)
- Die Merckwürdigkeiten der Königlichen Bibliotheck zu Dreßden (3 Bände, 1743–1748)[4]
- Die bayerische Dauphine der zukünftigen sächsischen Dauphine königlichen Hoheit vorgestellet und unterthänigst zugeschrieben (1747)